# Afrikaanse literatuur
Afrikaanse literatuur is literatuur in het Afrikaans; een taal gesproken in Zuid-Afrika en Namibië. Het Afrikaans is een dochtertaal van het Nederlands, ontstaan uit Nederlandse dialecten die de Nederlandse kolonisten in de zeventiende eeuw invoerden.

## Afrikaans
Het Afrikaans is een Germaanse taal die vooral verwant is met het Nederlands. Het wordt in heel Zuid-Afrika gesproken, en is de moedertaal van zowel blanken als kleurlingen. De oorsprong van het Afrikaans ligt in de 17e eeuw, maar het werd pas officieel erkend in 1875 toen de Genootskap vir Regte Afrikaners werd opgericht. Onder druk van het nationalisme werd het Nederlands, dat tot dan de officiële taal was in het bestuur en in de scholen, in 1925 volledig vervangen door het Afrikaans. De literatuurgeschiedenis is dus kort, maar verrassend levendig. In tegenstelling tot andere talen uit Afrika staat Afrikaanse literatuur meer open voor Europese artistieke bewegingen zoals symbolisme, expressionisme, modernisme, postmodernisme en dadaïsme. Daardoor is zij voor Europese en Amerikaanse lezers toegankelijker en vertrouwder.

## Externe link

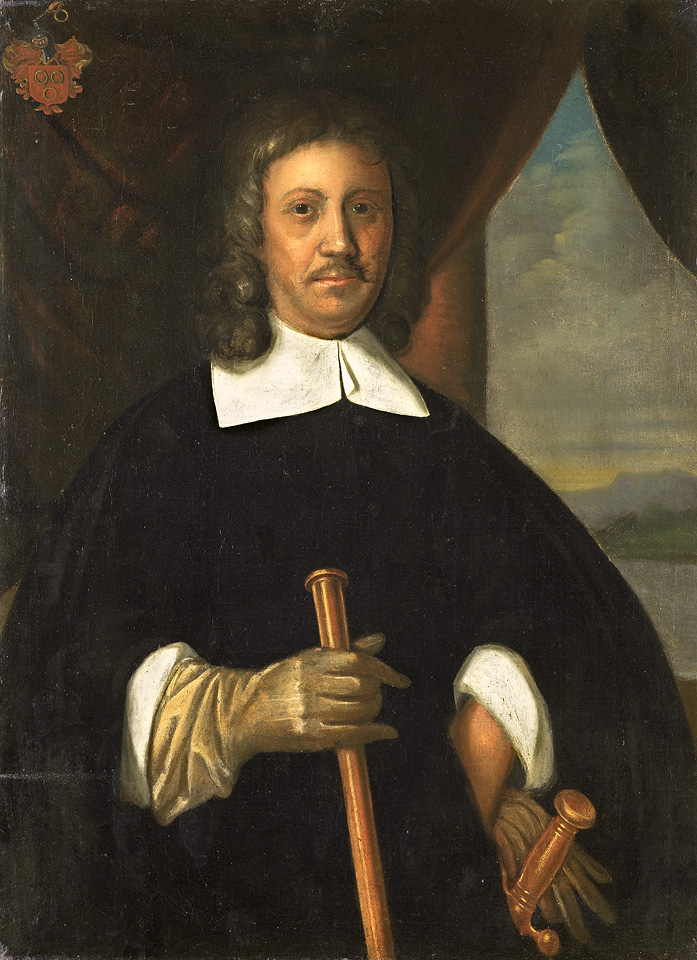
Jan van Riebeeck
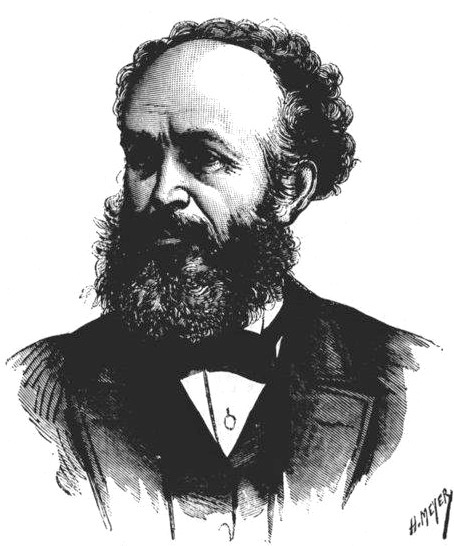
Stephanus Jacobus du Toit
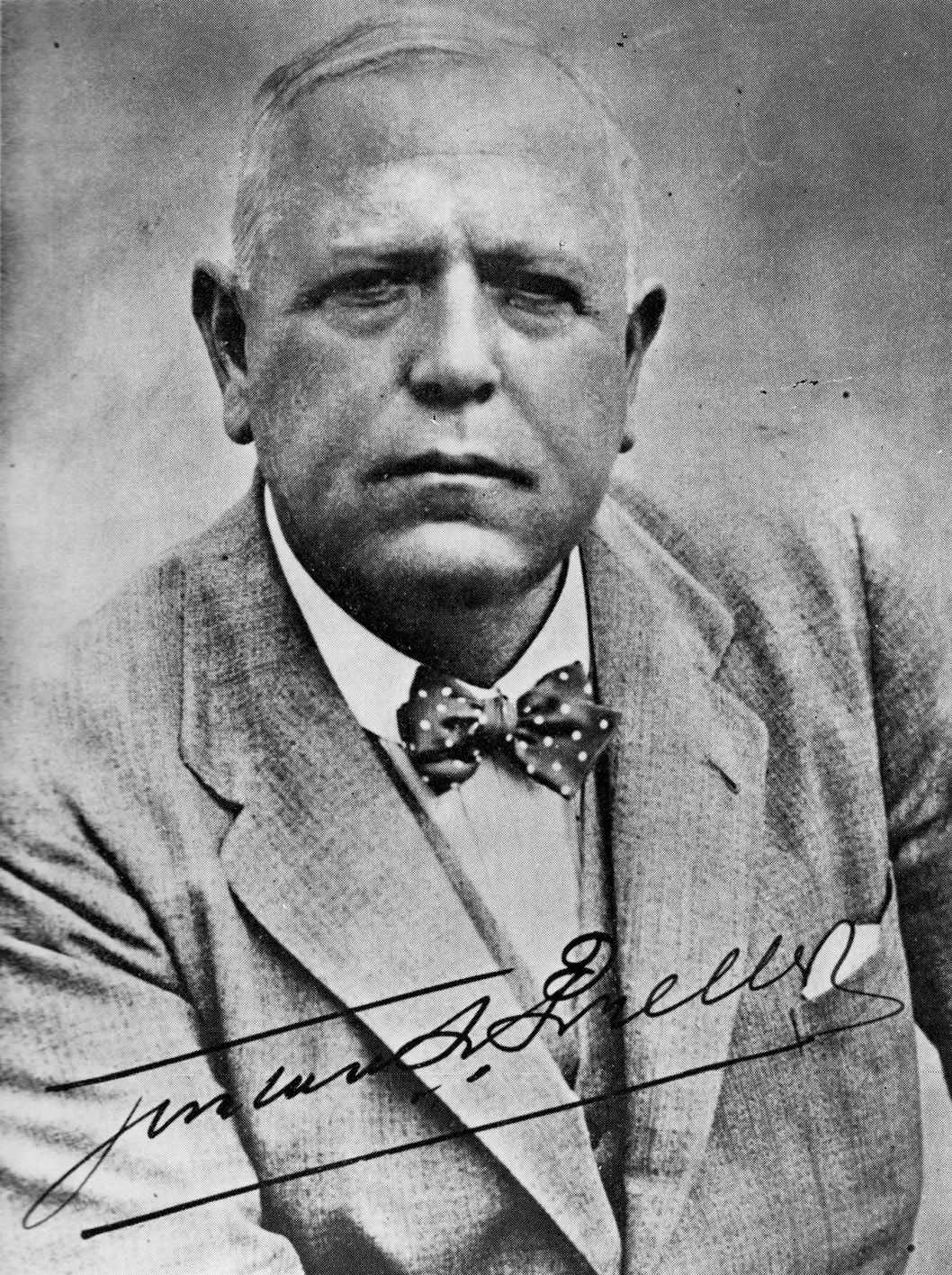
Gustav Preller
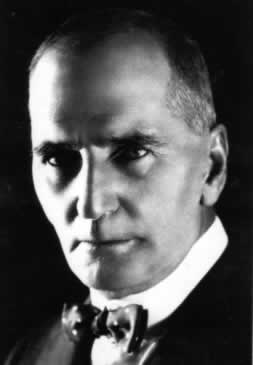
Eugene Marais
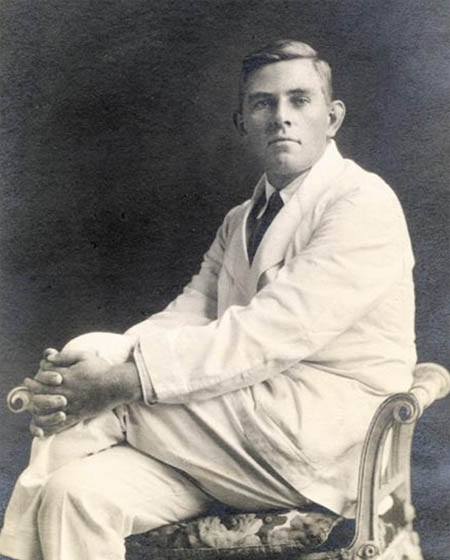
Louis Leipoldt
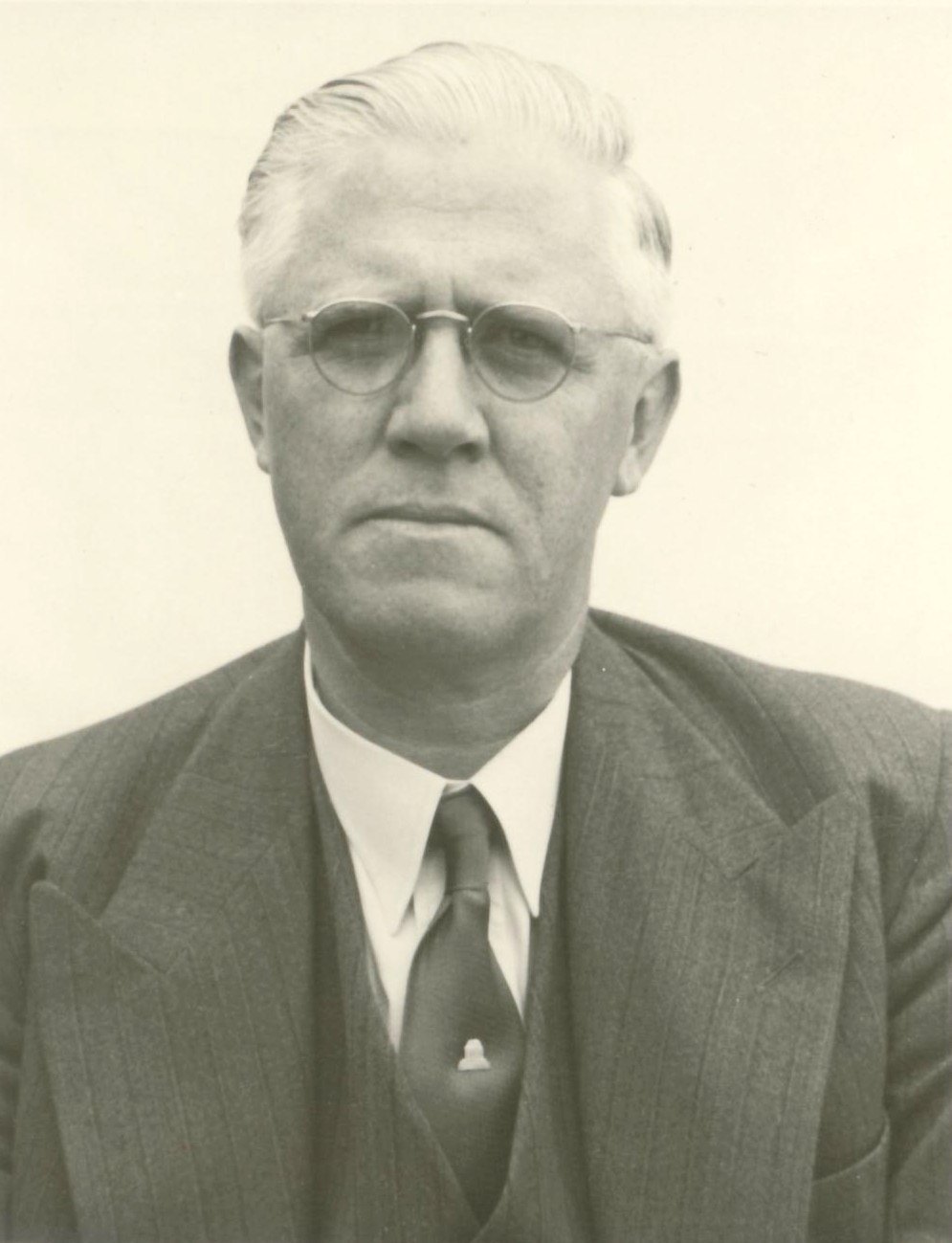
Pierre de Villiers Pienaar
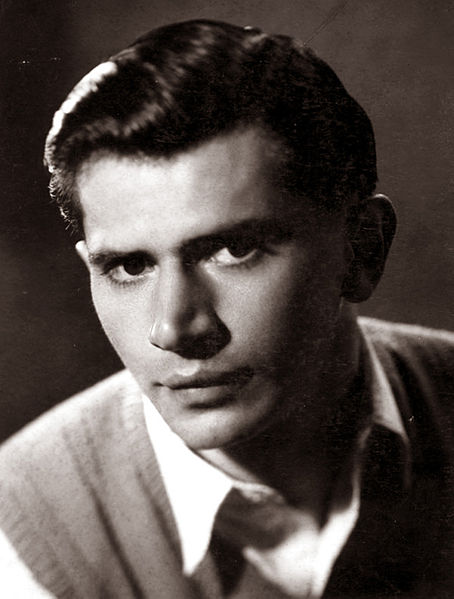
Johannes Meintjes
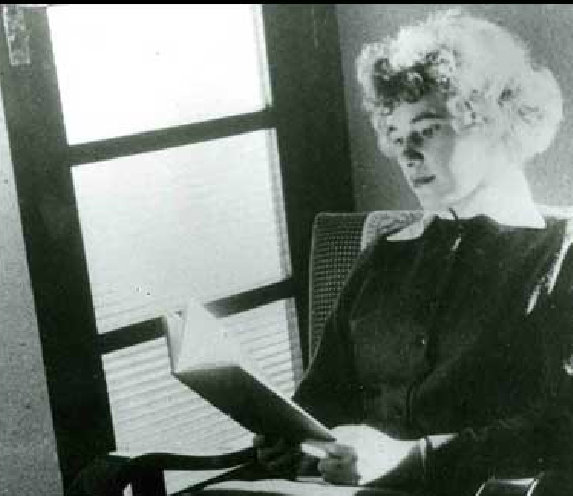
Ingrid Jonker